# Honmei choco
Honmei choko (本命 チョコ? letteralmente "cioccolato del vero sentimento") è il cioccolato che le donne donano per san Valentino agli uomini per i quali provano sentimenti romantici.

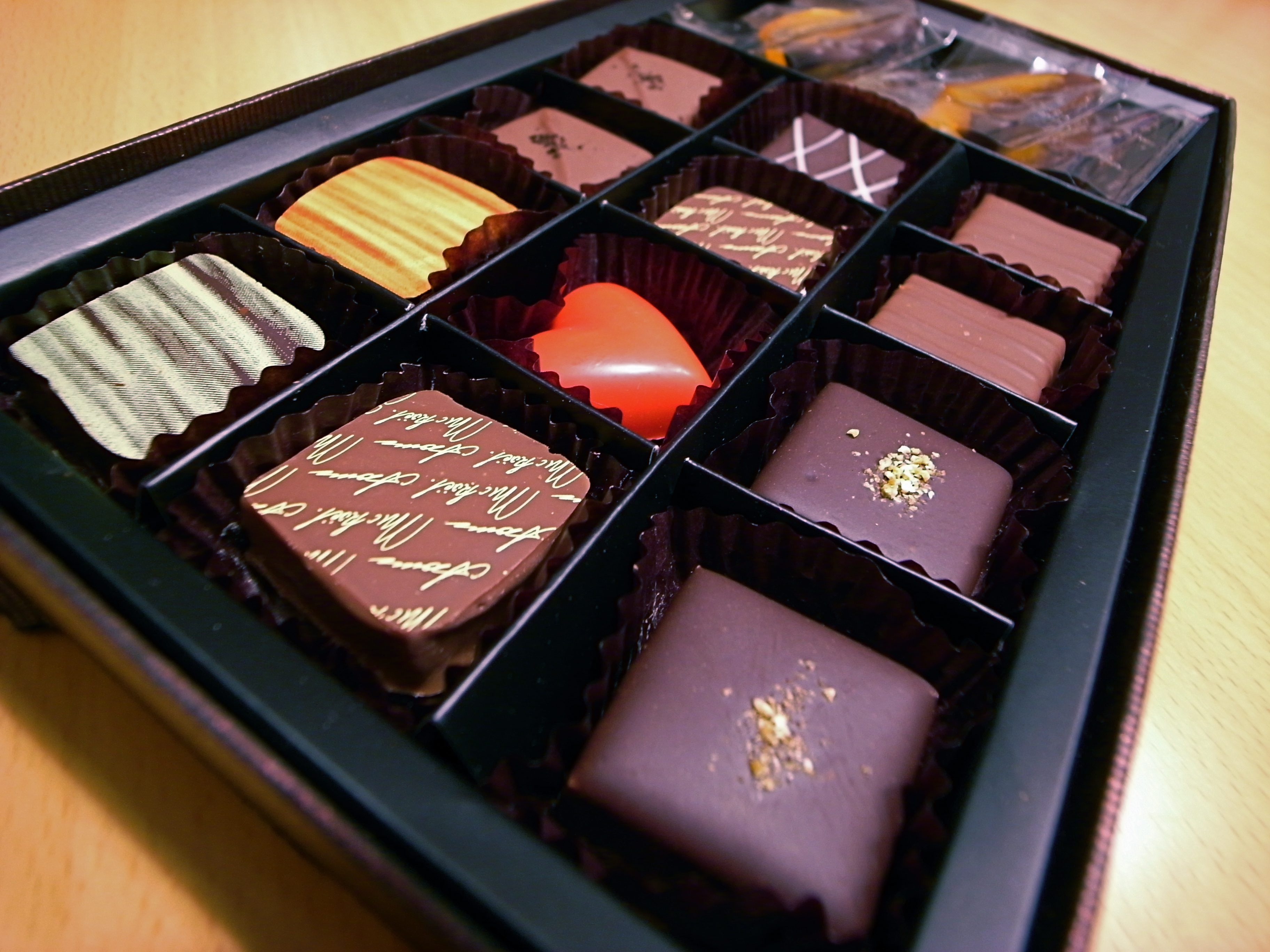
Un esempio di Honmei choko

Questo è spesso dato ai fidanzati, ai potenziali fidanzati ed ai mariti. Il cioccolato honmei è di qualità superiore e più costoso rispetto al Giri choco ("cioccolato d'obbligo"), che invece è dato ai colleghi maschi ed agli altri uomini con cui la donna non ha rapporto romantico. È molto diffusa anche l'abitudine, da parte delle ragazze, di preparare loro stesse della cioccolata confezionandola in forme adatte alla ricorrenza.
L'Honmei choko è generalmente ricambiato nel White Day, che si celebra il 14 marzo.